# أرماندو برامبيا
أرماندو برامبيا (بالإيطالية: Armando Brambilla)‏ هو كاهن كاثوليكي إيطالي، ولد في 21 يناير 1942 في كولونيو منزيزي في إيطاليا، وتوفي في 24 ديسمبر 2011 في San Maurizio al Lambro ‏ في إيطاليا.